# 트릭 & 트루
《트릭 & 트루》는 2016년 10월 25일부터 2017년 2월 15일까지 방송되었던 리얼 버라이어티 프로그램이다.

## 기획 의도
마법사와 과학자가 한 팀을 이뤄 하나의 현상을 보여주고 판정단들이 과학인지 마술인지 가려내는 프로그램이다.

## 방송 시간
| 방송 채널 | 방송 기간                          | 방송 시간                                        |
| --------- | ---------------------------------- | ------------------------------------------------ |
| KBS 2TV   | 2016년 10월 25일 ~ 2016년 11월 1일 | 매주 화요일 밤 11시 10분 ~ 수요일 새벽 12시 35분 |
| KBS 2TV   | 2016년 11월 9일 ~ 2017년 2월 15일  | 매주 수요일 밤 8시 55분 ~ 10시                   |

## 시청률
최저 시청률과 최고 시청률은 AGB 닐슨에서 공개한 표를 바탕으로 작성한 시청률입니다.
- AGB 닐슨 미디어리서치

| 회차 | 방송 일자        | 전국 시청률 (증감) |
| ---- | ---------------- | ------------------ |
| 1회  | 2016년 10월 25일 | 3.1% (-3.8)        |
| 2회  | 2016년 11월 1일  | 2.7% (-0.4)        |
| 3회  | 2016년 11월 9일  | 3.9% (+1.2)        |
| 4회  | 2016년 11월 16일 | 4.6% (+0.7)        |
| 5회  | 2016년 11월 23일 | 3.4% (-1.2)        |
| 6회  | 2016년 11월 30일 | 3.4% (0)           |
| 7회  | 2016년 12월 7일  | 3.3% (-0.1)        |
| 8회  | 2016년 12월 14일 | 3.4% (+0.1)        |
| 9회  | 2016년 12월 21일 | 3.7% (+0.3)        |
| 10회 | 2016년 12월 28일 | 3.9% (+0.2)        |
| 11회 | 2017년 1월 4일   | 4.4% (+0.5)        |
| 12회 | 2017년 1월 11일  | 4.1% (-0.3)        |
| 13회 | 2017년 1월 18일  | 4.7% (+0.6)        |
| 14회 | 2017년 1월 25일  | 3.8% (-0.9)        |
| 15회 | 2017년 2월 8일   | 3.7% (-0.1)        |
| 16회 | 2017년 2월 15일  | 4.5% (+0.8)        |

## 수상
- 제15회 (2016년) KBS 연예대상 : 토크&쇼 부문 우수상 (전현무)

## 결방
- 2016년 11월 2일 : KBS 스포츠 2016년 KBO 리그 한국시리즈 4차전 중계방송으로 인해 결방
- 2017년 2월 1일 : 수목드라마 김과장 특별판으로 대체 편성으로 인해 결방